# 皮爾里 (明尼蘇達州)
皮爾里（英語：Peary）是位於美國明尼蘇達州聖路易斯縣克林頓鎮區、法亞爾鎮區及麥克達維特鎮區的一個非建制地區。此地得名自美國極地探險家、美國海軍少將罗伯特·皮里（Robert Edwin Peary）。

## 地理
皮爾里所處的海拔為高於海平面404米（即1325英呎），而該地所採用的時區為UTC-6，即北美中部時區（CST）。同時該地設有夏令時間，為UTC-6調快一小時，即UTC-5（CDT）。